# Heterofragilia fimbriata
Heterofragilia fimbriata is een zeespin uit de familie Ascorhynchidae. De soort behoort tot het geslacht Heterofragilia. Heterofragilia fimbriata werd in 1943 voor het eerst wetenschappelijk beschreven door Hedgpeth. 